# Hercule Poirotprijs
De   Hercule Poirotprijs (ook wel Knack Hercule Poirotprijs) is een jaarlijkse literatuurprijs voor de beste Vlaamse misdaadroman. De naam verwijst naar de fictieve Belgische detective uit de boeken van Agatha Christie, en de prijs is een initiatief van het tijdschrift Knack. De geestelijke vader van deze prijs was de journalist Fred Braeckman. 
Aan de prijs is een geldsom verbonden; in 2004 was dat 1500 euro, in 2007 5000 euro.  
Op 7 november 1998 werd de prijs voor het eerst uitgereikt in Blankenberge. Vanaf 2001 vond de uitreiking plaats op de Antwerpse Boekenbeurs, met 2010 en 2011 als uitzondering, toen de prijs werd uitgereikt tijdens het Poirot in Bruges - Knack Thrillerfestival, dat plaatsvond in de Stadsschouwburg van Brugge. Na het failliet van de Antwerpse Boekenbeurs nam boekenbeurs Boektopia in Kortrijk de uitreiking over. 
Sinds 2016 wordt er ook de prijs voor het beste thrillerdebuut toegekend, de Fred Braeckmanprijs. Uitzondelijk wordt ook de 'Lifetime Achievement Award' toegekend. Die eer viel Pieter Aspe (2010), Aster Berkhof (2013) en Toni Coppers (2022) te beurt.

## Hercule Poirot Oeuvreprijs
Op 31 oktober 2007 ontving auteur Jef Geeraerts de Hercule Poirot Oeuvreprijs als eerbetoon aan zijn verschillende misdaadromans. Op 18 juni 2010 ontving Pieter Aspe deze prijs. Op 31 oktober 2013 werd de prijs toegekend aan Aster Berkhof. Daarna werd Tony Coppens laureaat en in 2024 ontving Patrick Conrad de prijs.  

## Genomineerden en winnaars
2024
- Dominique Biebau voor De Christiemoorden
- Gert Erauw voor De onverschilligen
- Jo Claes voor De prijs van de twijfel (winnaar)
- Bavo Dhooge voor De spijtoptant
- Geert Libeer voor Het mysterie van de dode kardinalen
- Barbara De Smedt voor Koud
- Sofie Delporte voor Zwijgen is bitter

2023
- Benny Baudewyns voor Het Buchinsky Incident (winnaar)[2]
- Toni Coppers voor Onschuld
- Wouter Dehairs voor Brussel Blues
- Bavo Dhooge voor De samoerai
- Jos Pierreux voor Rijke mensen sterven niet
- Guy Prieels voor De diva en de demon

2022
- Piet Baete voor Superhelden sterven niet
- Dominique Biebau voor Het mollenfeest
- Jan Van der Cruysse voor Win Win
- Hugo Luijten voor Het bloed van de zwaan
- Jos Pierreux voor Besloten stad
- Anne-Laure Van Neer voor Joséphine (winnaar)[3]

2021
- Caroline de Mulder voor Bambi lust je rauw
- Patrick Conrad voor De verdwijningen
- Rudy Morren voor Het verdronken land
- Wouter Dehairs voor Nachtstad (winnaar)[4]
- Kevin Valgaeren voor Scarlington
- Toni Coppers voor De moord op Arno Linter

2020
- Toni Coppers voor Val
- Pat Craenbroek voor Uitgekookt
- Rudy Morren voor Sneeuwspoor (winnaar)[5]
- Geert van Istendael voor De danseres en het mes
- Anne-Laure Van Neer voor Louise

2019
- Dominique Biebau voor Russisch voor beginners (winnaar)[6]
- Tine Bergen voor Vissen praten niet
- Jan Van der Cruysse voor Boem Boem 1
- Koen Strobbe voor Gras
- Toni Coppers voor Het vergeten meisje

2018
- Jan Van der Cruysse voor Bling Bling 3
- Kevin Valgaeren voor Blackwell
- Toni Coppers voor De jongen in het graf
- Bob van Laerhoven voor Dossier Feuerhand
- Jos Pierreux voor Niets erger dan spijt (winnaar)

2017
- Toni Coppers voor De Zaak Magritte
- Jan Van der Cruysse voor Bling Bling 2
- Anne-Laure Van Neer voor Maurice
- Jo Claes voor Het gewicht van de haat
- Hilde Vandermeeren voor Schemerzone (winnaar)

2016
- Toni Coppers voor Hondenman
- Herman De Jonghe voor Ondergronds
- Guy Prieels voor De wraak van meneer Jules
- Sten Treland voor Zwarte Olifant
- Jan Van der Cruysse voor Bling Bling (winnaar)

2015
- Anne-Laure Van Neer voor Justine
- Patrick Conrad voor Moço (winnaar)
- Toni Coppers voor De Vleermuismoorden
- Rudy Soetewey voor Bewijs het maar
- Jos Dewit voor Weg

2014
- Jo Claes voor De mythe van Methusalem
- Patrick Conrad voor Walker
- Toni Coppers voor Dood water (winnaar)
- Gert Erauw voor Koorddansen in het zand
- Jos Pierreux voor Avenue des doods

2013
- Hilde Vandermeeren voor Als alles duister wordt
- Dimitri Bontenakels voor De steek van de schorpioen
- Luc Boonen voor Uit de hoogte
- Rudy Soetewey voor 2017
- Bavo Dhooge voor Santa Monica (winnaar)

2012
- Pieter Aspe voor Eiland
- Patrick Conrad voor De Geur van de Maan
- Luc Deflo voor Enigma
- Stan Lauryssens voor Lotte, 17 jaar, blond, blauwe ogen
- Louis Van Dievel voor Hof van Assisen (winnaar)

2011
- Roger Schoemans voor Bastille
- Ludo Schildermans voor Getekend
- Bram Dehouck voor Een Zomer Zonder Slaap
- Rudy Soetewey voor Getuigen (winnaar)

2010
- Patrick De Bruyn voor Dodelijk verlangen (winnaar)
- Mieke de Loof voor Wrede Schoonheid
- Bavo Dhooge voor Sioux Blues
- Kisling & Verhuyck voor De duim van Alva
- Bob Van Laerhoven voor Terug naar Hiroshima

2009
- Guido Eekhaut voor Absint (winnaar)
- Nellie Mandel voor Rode Aarde
- Ludo Schildermans voor Het pigment
- Rudy Soetewey voor Vrienden
- Lydia Verbeeck voor Verzegeld

2008
- Deflo voor Pitbull (winnaar)
- Toni Coppers voor Niets is ooit
- Kisling & Verhuyck voor Kwelgeest
- Jan Lampo voor De engel met de zaag
- Joris Tulkens voor De Shatila-erfenis

2007
- Bob van Laerhoven voor De wraak van Baudelaire (winnaar)
- Patrick De Bruyn voor Verliefd
- Roger H. Schoemans voor Knapenmelk
- Rudy Soetewey voor Moord
- Lydia Verbeeck voor Toevluchtsoord

2006
- Herman Portocarero voor New Yorkse nachten (winnaar)
- Pieter Aspe voor Alibi
- Patrick De Bruyn voor Verdoemd
- Deflo voor Ademloos
- Mieke de Loof voor Het labyrint van de waan

2005
- Johanna Spaey voor Dood van een soldaat (winnaar)
- Bob Van Laerhoven voor De vinger van God
- Stan Lauryssens voor Doder dan dood
- Roger H. Schoemans voor Zwarte suiker
- Jos Pierreux voor De overvallers die met z'n drieën waren

2004
- Mieke de Loof voor Duivels offer (winnaar)
- Patrick De Bruyn voor Verminkt
- Ann Van Loock en Marc Sluszny voor Code zwart
- Jos Pierreux voor De dode die met z'n tweeën was
- Staf Schoeters voor Belegerde stad

2003
- Jonathan Sonnst voor Razborka (winnaar)
- Pieter Aspe voor 13
- Deflo voor Sluipend gif
- Joris Tulkens voor Dodelijk vuur
- Piet Teigeler voor Dodenakker

2002
- Stan Lauryssens voor Zwarte sneeuw (winnaar)
- Pieter Aspe voor De vijfde macht
- Gaston van Camp voor De zaak Myrtion
- Patrick Conrad voor De aap van God
- Piet Teigeler voor Het dwaalspoor

2001
- Pieter Aspe voor Zoenoffer (winnaar)
- Bob Mendes voor Bloedrecht
- Rudy Soetewey voor Inbraak
- Bob Van Laerhoven voor Djinn

2000
- Piet Teigeler voor De zwarte dood (winnaar)
- Pieter Aspe voor Blauw bloed
- Patrick De Bruyn voor De indringer
- Joris Tulkens voor De dode danseres

1999
- Jef Geeraerts voor De PG (winnaar)
- Pieter Aspe voor Het Dreyse-incident
- Deflo voor Naakte zielen

1998
- Staf Schoeters voor De schaduw van de adelaar (winnaar)
- Pieter Aspe voor De vierde gestalte
- Patrick Conrad voor Luwte
- Weduwe Oppermans voor Gevallen stad

## Fred Braeckmanprijs
De Fred Braeckmanprijs wordt ook wel de Hercule Poirot Debuutprijs genoemd en wordt sinds 2016 toegekend.
- 2024 Ines Nijs voor haar debuut Born to be wild
- 2023 Dieter Rogiers voor zijn debuut Bot mes
- 2020 Mark Cloostermans voor zijn debuut Conscience: De terugkeer
- 2019 Michael Kestemont voor zijn debuut De Zwarte Koning
- 2018 Maja Wolny voor haar debuut De boekenmoordenaar
- 2017 Geert Van Istendael voor zijn debuut Het lijk in de boomgaard
- 2016 Koen Strobbe voor zijn debuut Kruis en Munt